# Harry Leask
Harry Leask (Edimburgo, 16 de outubro de 1995) é um remador britânico, medalhista olímpico.

## Carreira
Leask conquistou a medalha de prata nos Jogos Olímpicos de Verão de 2020 em Tóquio com a equipe da Grã-Bretanha no skiff quádruplo masculino, ao lado de Angus Groom, Tom Barras e Jack Beaumont, com o tempo de 5:33.75.